# پروداکت هانت
پروداکت هانت یا پراداکت هانت (به انگلیسی: Product Hunt یعنی شکارِ محصول) یک وبگاهِ آمریکایی برای هم‌رسانی و یافتنِ محصولاتِ جدید است. رایان هووِر آن را در نوامبرِ ۲۰۱۳ بنیان نهاد.
کاربران محصولاتی را پیشنهاد می‌کنند که روزانه به شکلِ خطی فهرست می‌شوند. این وبگاه همانندِ هَکِر نیوز یا رِدیت شاملِ یک سیستمِ نظرات و یک سیستمِ رأی‌گیری است. آن محصولاتی که بیشترین رأی را دارند به بالای لیستِ هر روز صعود می‌کنند.
محصولات چهار دسته‌اند؛ محصولاتِ فناورانه (برنامه‌های کاربردیِ وب، برنامه‌های تلفنِ همراه، محصولاتِ سخت‌افزاری و غیره)، بازی (برای رایانهٔ شخصی، وب، موبایل)، کتاب و پادکست. برای پیشنهاددهی صرفاً یک عنوانِ محصول، یک نشانیِ اینترنتی و برچسب نیاز است. به‌گفتهٔ هووِر، از سالِ ۲۰۱۶، این وب سایت باعثِ کشفِ بیش از ۱۰۰ میلیون محصول در ۵۰٬۰۰۰ شرکت شده‌است.
همچنین این وبگاه یک سیاههٔ ایمیلیِ روزانه دارد که «شکارهای» (hunts) برترِ فناورانهٔ روزِ گذشته (یعنی همان محصولات) و همچنین مجموعه‌ای ویژه را ارسال می‌کند. نسخه‌ای از همین خلاصه برای بازی‌ها و کتاب‌ها نیز وجود دارد.
پروداکت هانت برنامهٔ آی‌اواِس، مک‌اواِس، اندروید و افزونهٔ گوگل کروم هم دارد. دفترِ مرکزیِ این شرکت در سان فرانسیسکو است.
این وبگاه از وای کامبینِیتِر کمک‌هزینه دریافت کرد. در نوامبرِ ۲۰۱۶، اِینجِل‌لیست پروداکت هانت را به قیمت ۲۰ میلیون دلار خرید.